# Stanislav Izhakovsky
Stanislav Izhakovsky (tiếng Belarus: Станіслаў Іжакоўскі; tiếng Nga: Станислав Ижаковский; sinh 22 tháng 8 năm 1994) là một cầu thủ bóng đá Belarus. Tính đến năm 2018, anh thi đấu cho Gomel.